# Bahnhof Berlin-Wartenberg

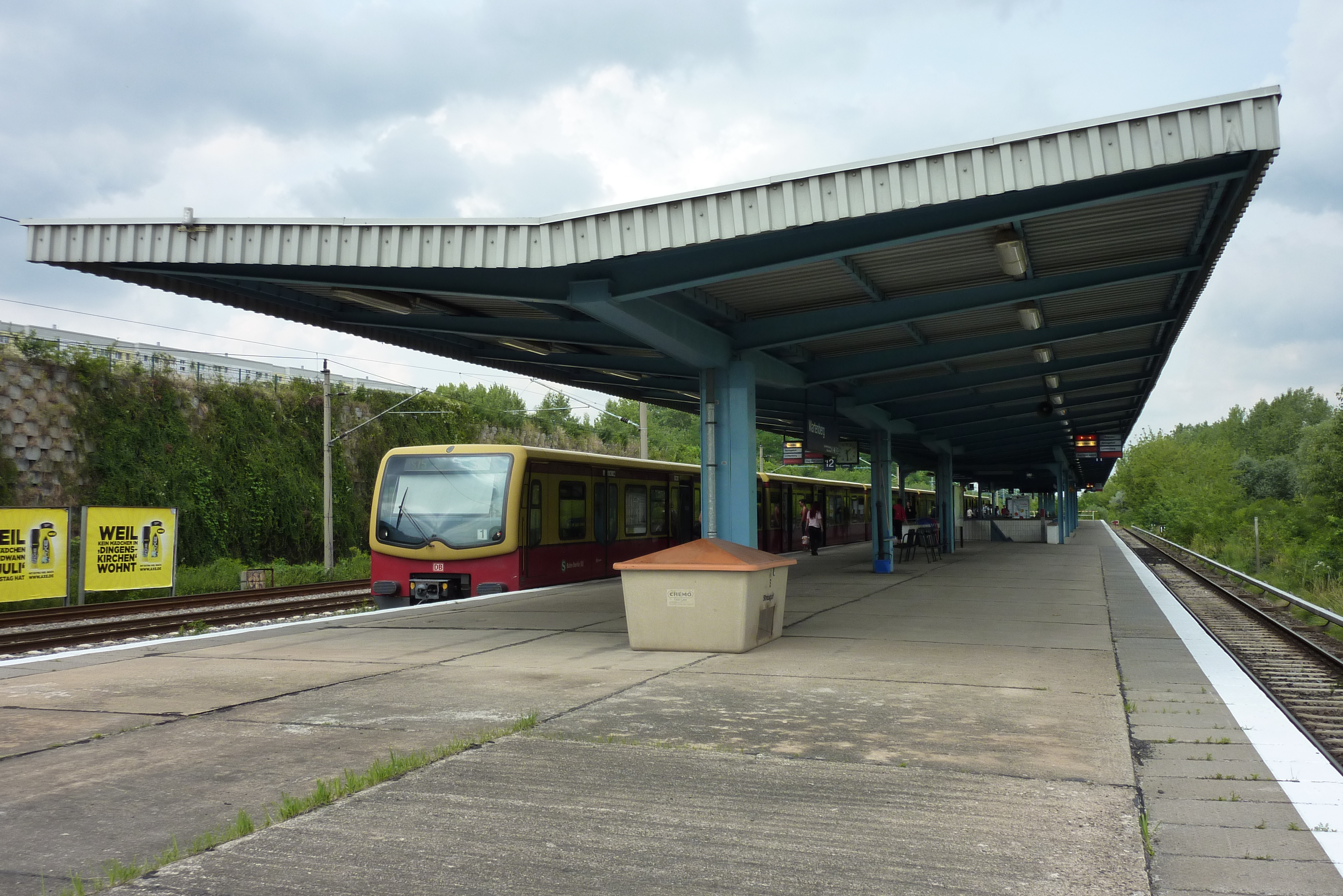
Bahnsteig

Der Bahnhof Berlin-Wartenberg ist ein Bahnhof im Berliner Ortsteil Neu-Hohenschönhausen des Bezirks Lichtenberg. Er liegt an der Bahnstrecke Berlin Springpfuhl–Berlin-Wartenberg.

## Geschichte
Der Bahnhof wurde am 20. Dezember 1985 eröffnet. Nördlich des Bahnhofes Berlin Hohenschönhausen war ursprünglich eine zweigleisige Kehranlage geplant. Da jedoch vorgesehen war, das Wohngebiet weiter nach Norden auszuweiten, entschloss man sich, einen weiteren Bahnhof – den Bahnhof Berlin-Wartenberg – zu errichten. Eine Verlängerung zum Karower Kreuz war geplant und wurde auch baulich vorbereitet, die Bauarbeiten wurden aber 1993 zunächst eingestellt; erst im Rahmen des Projekts i2030 ist diese Erweiterung zuzüglich neuer Bahnhöfe wieder in Planung.

## Anlagen
Die Gleise 1 und 2 dienen dem Personenverkehr der S-Bahn und liegen an einem Mittelbahnsteig. Ein Fußgängertunnel, welcher etwa mittig unter dem S-Bahnsteig angelegt ist, verbindet die Wohngebiete beidseits der Bahn. Der Bahnhof verfügt über einen Treppenzugang. Barrierefrei ist der Bahnhof über eine Rampe erreichbar. Westlich des Bahnhofes steht eine hohe Schallschutzwand, welche erst nachträglich errichtet worden ist. Der Bahnhof verfügt über einen Busanschluss.

## Anbindung
Der Bahnhof ist mit der Linie S75 der Berliner S-Bahn sowie mit den Buslinien 256 und N56 der BVG zu erreichen.
| Linie | Verlauf |
| ----- | --- |
|       | (Ostbahnhof –) Warschauer Straße – Ostkreuz – Nöldnerplatz – Lichtenberg – Friedrichsfelde Ost – Springpfuhl – Gehrenseestraße – Hohenschönhausen – Wartenberg |

## Galerie

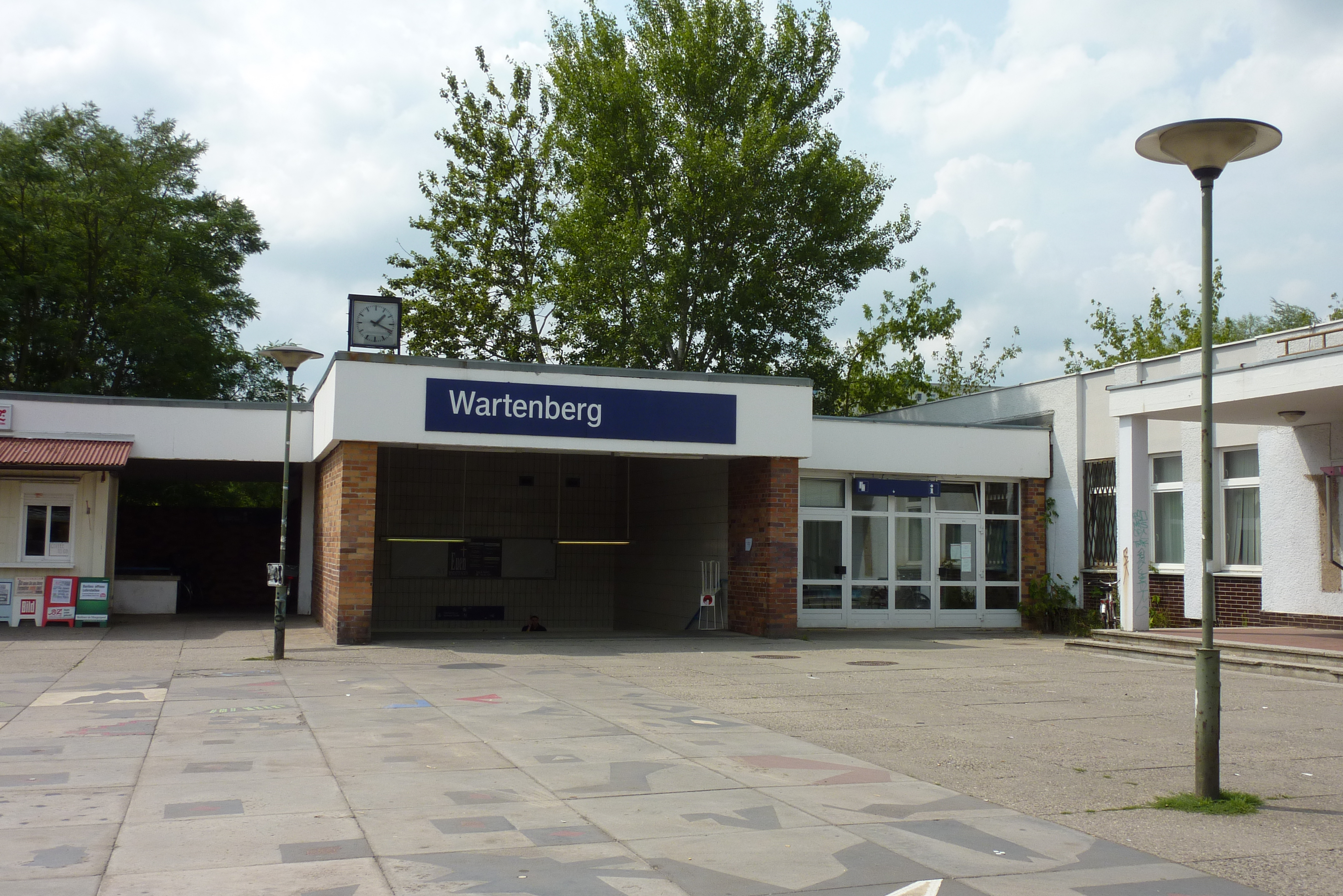
Ostzugang
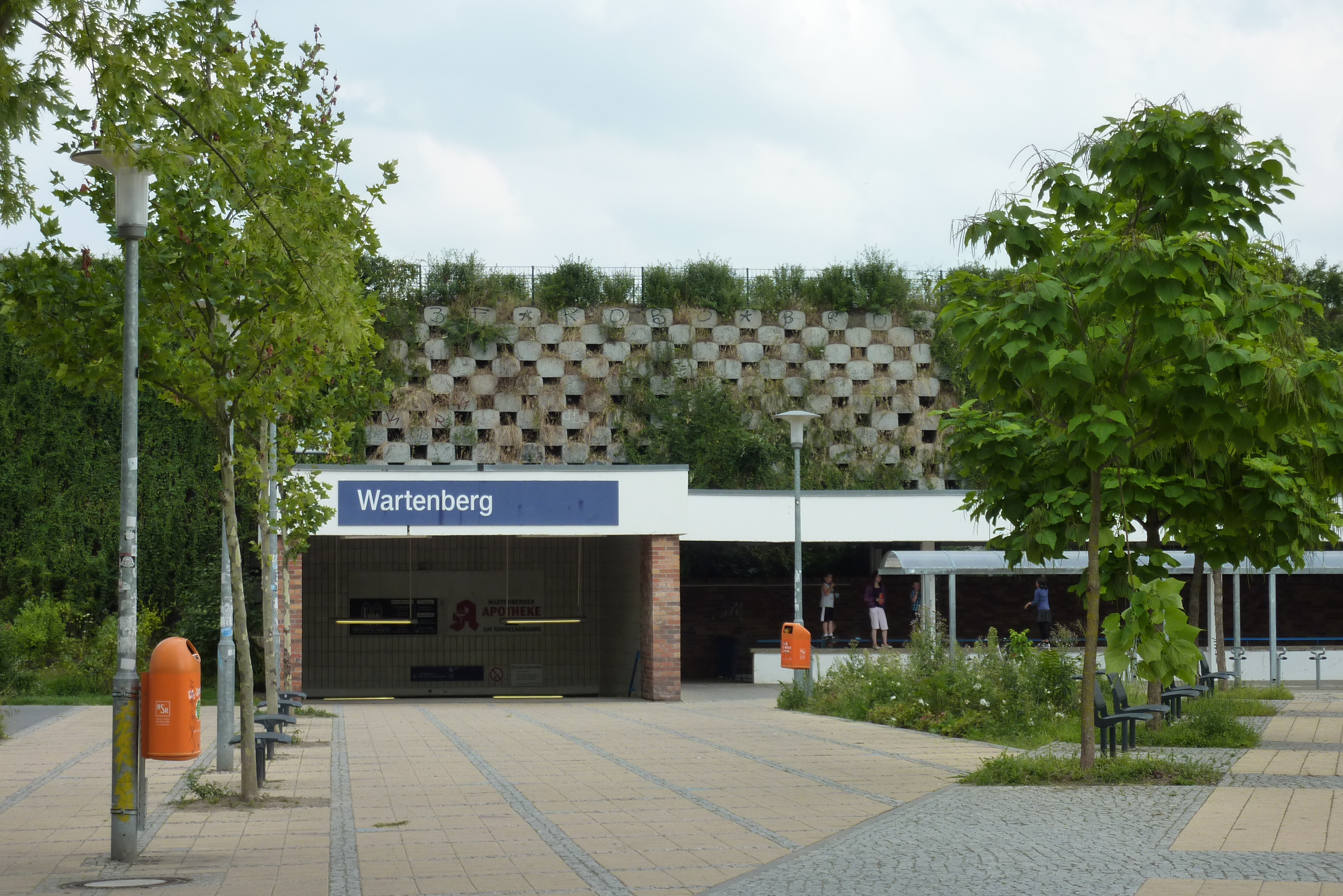
Westzugang
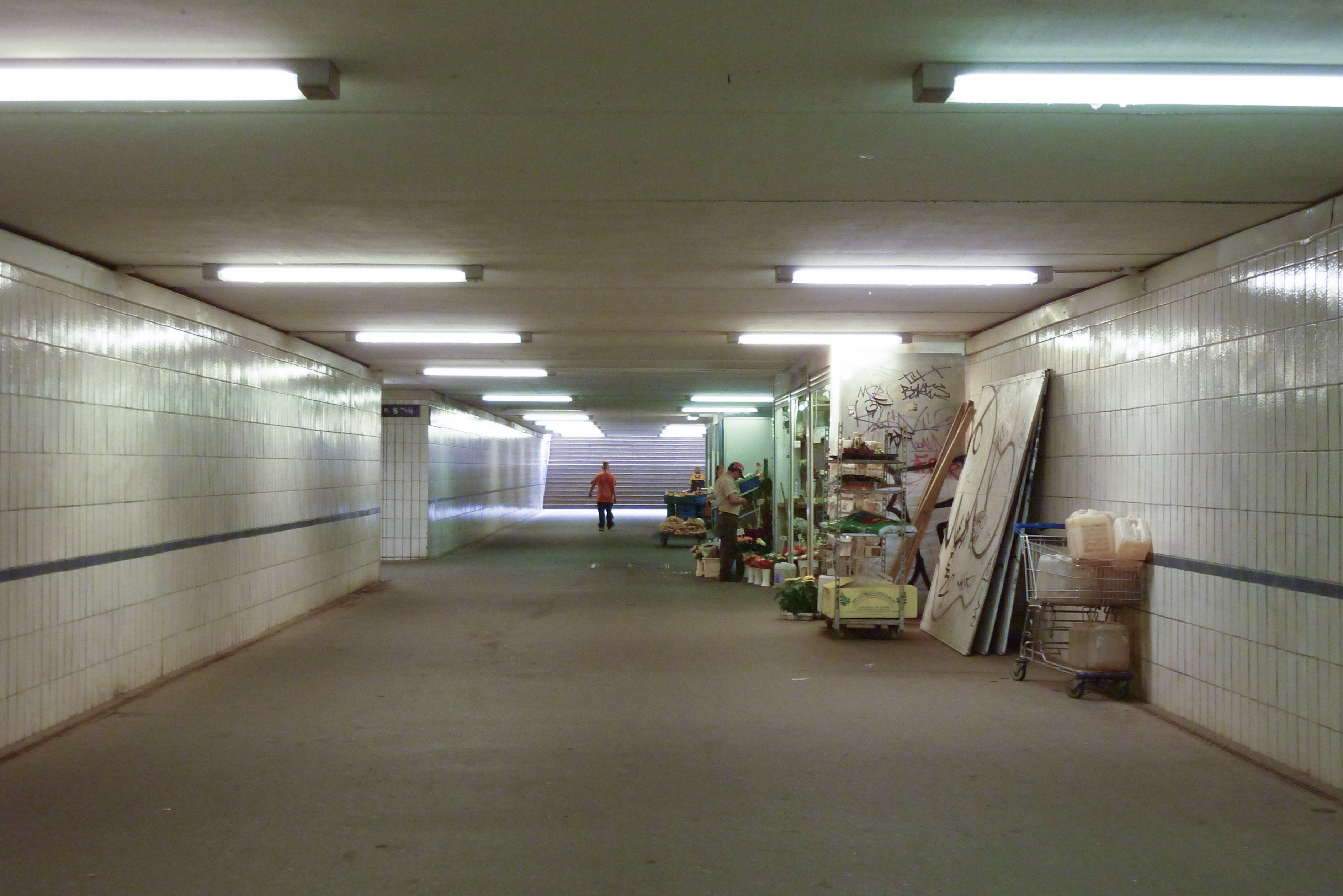
Fußgängertunnel
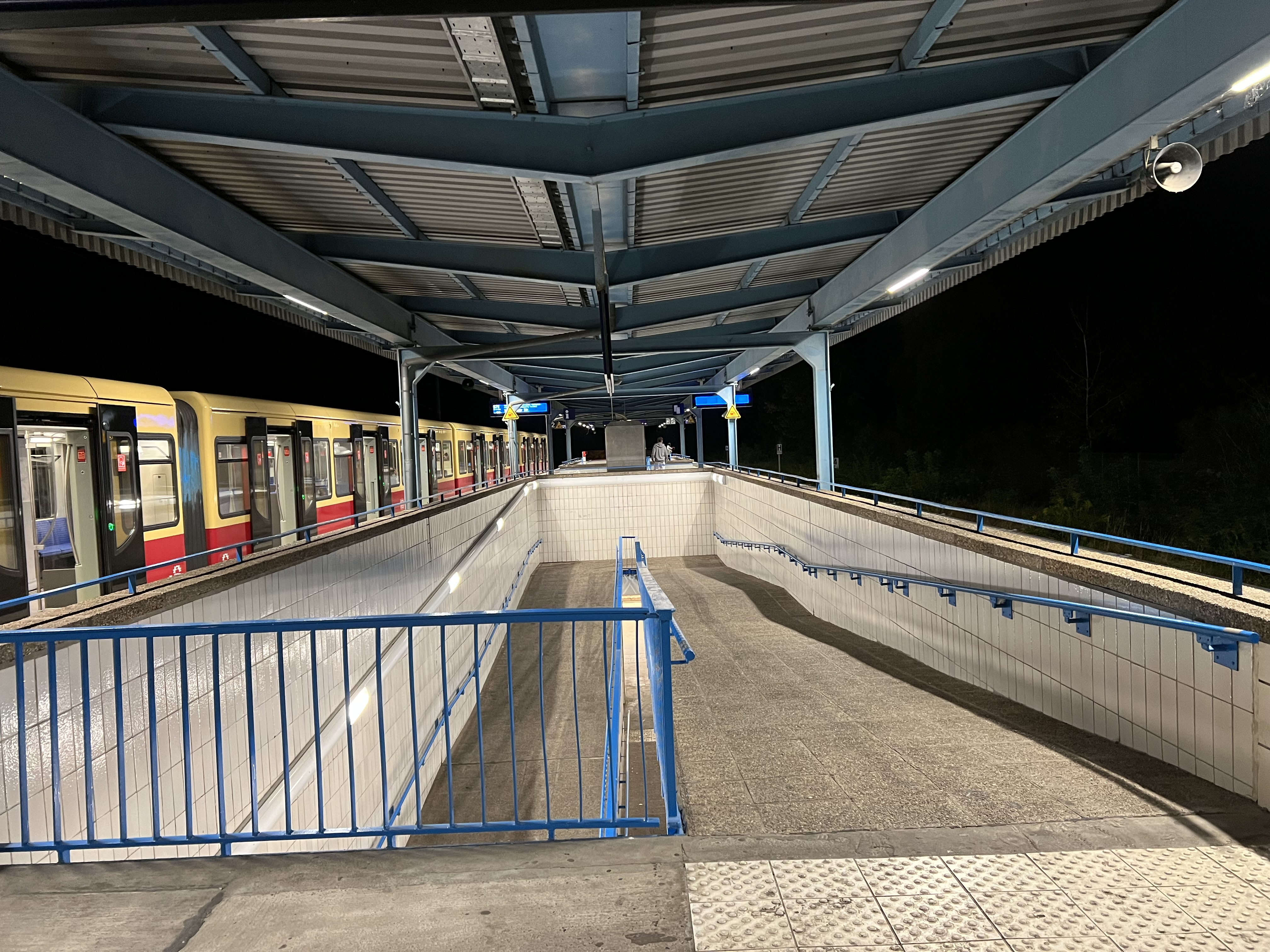
Fahrradrampe